# Rn=City
Rn=City（らどんしてぃー）は、大阪出身のバンド。1998年、大阪の専門学校に在学中のVo.KENとGu.KOHEI、それまで城天(大阪城ストリート)で別々のバンドで活動していたBa.DAIKIとDr.SEISHINの4人で活動開始。セブンハウスのお披露目ライブの会場で総合エンタテインメントプロデューサー・つんく♂（シャ乱Q）と出会い、つんく♂プロデュースでデビュー。2006年に解散。2009年に復活。

## メンバー
- Vo.KEN（1980年3月15日 - B型）
- Gu.KOHEI（1979年5月2日 - A型）
- Ba.DAIKI（1978年7月27日 - O型）
- Dr.SEISHIN（1977年8月18日 - AB型）

## バンド名
結成時のバンド名はCRIME。メンバーの一人の実家が温泉ホテルを経営していたことから、つんく♂によりバンド名をRnCityと命名（改名）される。その後、姓名判断によりRn=Cityに改名する。

## 経歴
- 1998年12月「すっぽんファミリー」に加入。
- 1999年 - ケンがつんく♂ソロ曲「TOUCH ME」のバックバンドを務める。
- 2000年 - 1stワンマンライブ「限界ギリギリINSIST!?」を心斎橋ミューズホールにて行う。
- 2001年 - 2ndワンマンライブ「POP♪STEP♪JUMP!!〜飛んで火に成る夏の夜〜」を難波ロケッツにて行う。
- 2002年 - 3rdワンマンライブ「強攻突破〜One Night Revolution〜」を心斎橋クラブクアトロにて行う。
- 2003年 - 「つんくPresents ファン感謝祭」SHIBUYA-AXに出演。
- 2003年 - 「すっぽんNIGHT！〜つんく♂とあつし〜」SHIBUYA-AX に出演。
- 2003年 - 音楽雑誌「ザッピィ」にて『すっぽんマンション』連載スタート。
- 2003年 - ソニンの「東京ミッドナイト ロンリネス」「合コン後のファミレスにて」のバックバンドをメンバー全員で務める。
- 2004年 - フジテレビ『めちゃ×2イケてるッ!』の「ヨモギダ少年愚連隊４」にケンとコーヘイが,「偽クラシッQ」の「川島モーツァルト」,「川島ベートーベン」役として出演している。
- 2004年 - 横浜ベイスターズの大魔神こと佐々木主浩投手のテーマソング『ダダダ大魔神』を歌う。
- 2004年 - 「'04盆明けすっぽんNIGHT!!〜スキがあったらかかって来んかい!atZeppTokyo」に出演。
- 2005年12月 - ワンマンライブ を渋谷eggmanにて行う。
- 2006年2月2日 - ワンマンライブ を目黒ライブステーションにて行う。
- 2006年2月4日 - ラストワンマンライブ（100名限定）を心斎橋JET’Sにて行い、解散。
- 2009年7月20日 - Rn=City official web siteサイトオープン
- 2009年8月28日 - Rn=City復活Liveを渋谷 DESEOにて行う。

## シングル
- 2004年7月14日 - 『ダダダ大魔神！』
- 2005年7月27日 - 『青春BANG BANZAI』

## アルバム
- 2004年7月14日 - 『①やったぜ！ラドンシティ』